# December to Dismember 1995
December to Dismember  fu un pay-per-view organizzato dalla federazione Extreme Championship Wrestling; si svolse il 9 dicembre 1995 presso l'ECW Arena di Filadelfia (Pennsylvania).

## Evento
Sebbene questa sia stata l'unica edizione prodotta dalla ECW, il nome "December to Dismember" venne in seguito riutilizzato dalla WWE per un omonimo pay-per-view nel 2006, riservato ai lottatori della "nuova" ECW.
L'evento ebbe due main event; il primo fu un three way dance match per l'ECW World Heavyweight Championship tra il campione Mikey Whipwreck, The Sandman e Steve Austin, vinto da Sandman. Il secondo fu l'Ultimate Jeopardy steel cage match che vide Public Enemy, The Pitbulls e Tommy Dreamer contro The Heavenly Bodies, The Eliminators, Raven e Stevie Richards. Public Enemy, Pitbulls e Tommy Dreamer si aggiudicarono il match quando Dreamer schienò Richards.

## Risultati
| # | Risultati | Stipulazioni                                                             | Durata |
| - | --- | ------------------------------------------------------------------------ | ------ |
| 1 | The Dudley Brothers (Buh Buh Ray Dudley e Dances with Dudley) hanno sconfitto The Bad Crew (Axl Rotten e Ian Rotten)         | Tag Team match                                                           | 2:00   |
| 2 | Tazz (con Bill Alfonso) ha sconfitto El Puerto Riqueño                                                                       | Single match                                                             | 03:26  |
| 3 | Hack Meyers ha sconfitto Bruiser Mastino                                                                                     | Single match                                                             | 06:15  |
| 4 | The Eliminators (John Kronus e Perry Saturn) hanno sconfitto The Pitbulls (#1 e #2)                                          | Tag Team match                                                           | 09:30  |
| 5 | Raven ha sconfitto Tommy Dreamer per K.O.                                                                                    | Single match                                                             | 08:45  |
| 6 | J.T. Smith ha sconfitto Tony Stetson                                                                                         | Single match                                                             | 05:04  |
| 7 | Sandman (con Woman) ha sconfitto Mikey Whipwreck (c) e Steve Austin                                                          | Triple Threat Elimination match per l'ECW World Heavyweight Championship | 19:45  |
| 8 | The Public Enemy (Johnny Grunge e Rocco Rock) hanno sconfitto The Heavenly Bodies (Jimmy Del Ray e Tom Prichard)             | Tag Team match                                                           | 08:46  |
| 9 | The Public Enemy, The Pitbulls e Tommy Dreamer hanno sconfitto The Heavenly Bodies, The Eliminators, Raven e Stevie Richards | Tag Team Steel Cage match                                                | 21:00  |

## Conseguenze
Sandman detenne l'ECW World Heavyweight Championship fino a quando fu sconfitto da Raven il 27 gennaio 1996. Il 18 dicembre Steve Austin fece il suo debutto nella World Wrestling Federation. Anche se inizialmente interpretò un personaggio di scarso successo di nome The Ringmaster, in seguito ebbe un forte push con la nuova identità di "Stone Cold" Steve Austin. Whipwreck non riconquistò più il titolo ECW World Heavyweight Championship, ma vinse l'ECW World Television Championship e l'ECW World Tag Team Championship più avanti quello stesso mese.
I Public Enemy lasciarono la ECW poco tempo dopo l'evento. Raven e Tommy Dreamer proseguirono il loro feud per un altro anno e mezzo, e la rivalità culminò in un loser leaves town match a Wrestlepalooza 1997 che fu vinto da Dreamer.